# Phyllotettix
Phyllotettix är ett släkte av insekter. Phyllotettix ingår i familjen torngräshoppor.
Kladogram enligt Catalogue of Life:
| Phyllotettix | \| \| Phyllotettix compressus \| \| \| \| \| \| Phyllotettix foliatus \| \| \| \| \| \| Phyllotettix rhombeus \| \| \| \| |
|              | \| \| Phyllotettix compressus \| \| \| \| \| \| Phyllotettix foliatus \| \| \| \| \| \| Phyllotettix rhombeus \| \| \| \| |
|              | Phyllotettix compressus                                                                                                   |
|              | |
|              | Phyllotettix foliatus |
|              | |
|              | Phyllotettix rhombeus |
|              | |